# He Chong Yue
He Chong Yue (Beijing, 1960) és un fotògraf xinès.
En actiu des de finals de la dècada del 1980, i que s'ha especialitzat en fotografiar murals ceràmics referents a la política del sol fill a la República Popular de la Xina. Ha exposat la seua obra en diverses ocasions, sent l'exposició a la Sala Parpalló de València el 2008 la primera vegada que ho feu a Europa.